# Hadouken
Hadouken (波動拳, onda + movimento + punho: “punho ondulante”, pronúncia: «raduquem», IPA: [hadoːkẽꜜɴ]) é um famoso golpe ficcional que surgiu na série de jogos eletrônicos Street Fighter, que foi utilizado inicialmente pelos personagens Ryu e Ken Masters. Mais tarde, pode ser visto sendo usado por outros personagens como Akuma e Sakura Kasugano, com suas habilidades do olho torno Gouken. Já Dan Hibiki usa uma variante, o gadoken. 

Hadouken

O golpe é executado pelo lutador, que canaliza sua energia espiritual chi com as mãos. Fazendo movimentos circulares com os braços, depois juntando os pulsos e então arremessando-a para a frente. A aparência da energia é de uma bola de plasma azul (ou de fogo, em alguns casos). Em alguns especiais, torna-se um feixe contínuo. É caracterizada por ser efetuada sem a utilização de qualquer tipo de arma, mas gasta o tipo de energia usado no jogo Street Fighter.
Após a estreia em Street Fighter II, a combinação de controles usados para fazer o movimento (⬇ ↘ ➡ 👊) foi amplamente copiada e usada em outros jogos do gênero de luta. Por isso, essa combinação de controles acabou virando sinônimo do hadouken.
Em 2009, o hadouken foi ranqueado na 2ª posição da lista "Top Ten Best Gaming Moves… Ever!" do bit-tech. Em 2013, o hadouken aparece na 1ª posição do ranking "15 Greatest Fighting Game Super Moves" do site arcadesushi.com. Em um ranking similar de 2016, ele aparece em 1° lugar da lista "Top 10 Best Street Fighter Special Moves" do Twinfinite. Neste mesmo ano, o hadouken figurou na segunda posição da lista "18 Most Iconic Signature Moves In Video Game History" do WhatCulture.

## Conceito e desenvolvimento
Takashi Nishiyama, o criador do Street Fighter original, credita ao anime Space Battleship Yamato, no qual o navio de guerra titular possui uma arma chamada Hadōhō (Wave Motion Gun / Surge Cannon) como a origem do hadouken.
O hadouken também pode ter sido inspirado pelo também famoso kamehameha, golpe ficcional da série Dragon Ball, que foi criada em 1985. Ambos têm movimentos de mão quase idênticos (a maneira como as mãos são colocadas é ligeiramente diferente entre eles); e são disparados da mesma maneira. Eles também são de aparência similar (o kamehameha é um feixe laser, bem como as versões cruzadas do hadouken).
O hadouken, longe de ser um mero movimento de estoque disponível para todos os personagens, foi habilmente colocado na narrativa do jogo. Apenas certos lutadores, aqueles que estudam o estilo shotokan do karatê, podem implantar o movimento. Além disso, o tamanho, a cor, a textura e as propriedades do hadouken de um personagem comunicam algo sobre eles.
Ryu, por exemplo, é o personagem que possui o melhor desenvolvimento desta técnica, sendo capaz de executar um hadouken na cor azul, que atinge o oponente por diversas vezes.
O melhor amigo de Ryu, Ken, é um lutador cujo estilo é construído em seu shoryuken (昇龍拳) à custa de seu hadouken mais lento e mais fraco. As bolas de energia da mão de Akuma, o inimigo diabólico da dupla, refletem com o mal purpúreo e podem ser arremessadas do ar, demonstrando seu interesse e estudo do Satsui No Hado, uma forma escura de energia marcial. A ambiciosa Sakura, que aprendeu o estilo Hado simplesmente imitando Ryu, tem uma bola de energia fraca e imperfeita que viaja apenas alguns metros antes de expirar. E Dan, o lutador comicamente ineficaz da série, nem consegue fazer seu hadouken sair da palma da mão. Desta forma, o hadouken revela seu criador, dando-nos uma visão abreviada de sua psique, produzindo diferentes estilos e táticas.
Sakura é atualmente a única personagem feminina que é capaz de usar o hadouken (além da mutante Rogue em X-Men vs. Street Fighter, que só pode usá-lo depois de fazer seu movimento Power Drain contra Ryu).

## Aparições em outros jogos

### Jogos da Capcom
A Capcom aproveitou-se da popularidade deste movimento para levá-lo a alguns de seus jogos:
- No jogo Megaman X, existe um easter egg em uma cápsula que o "X" adquire a habilidade de soltar um hadouken.[9]
- Em Mega Man Xtreme e Mega Man Xtreme 2, ambos para Game Boy Color, também existe um easter egg em uma cápsula que o "X" adquire a habilidade de soltar um hadouken.

### Jogos de outras empresas
- Em Call of Duty: Black Ops, Takeo, o personagem japonês estereotipado do modo Zombies, gritará "hadouken!" em certos momentos no jogo (geralmente quando ele recebe uma arma que dispara eletricidade, o que não está disponível na maioria das vezes).
- No jogo The Simpsons Game, um inimigo no nível 6, "Enter the Cheatrix"[10], tem semelhanças com Ryu e atira hadoukens no jogador.
- Na série de jogos Worms, há um ataque chamado Fireball (mais tarde renomeado como Dragonball), que é uma clara paródia ao hadouken.
- Em Sonic the Hedgehog Chaos, para Master System e Game Gear, o personagem Sonic pode iniciar um hadouken no menu de teste de som secreto.
- Em Metal Slug 2, o personagem Hyakutaro Ichimonji (um dos prisioneiros do jogo), quando libertado, passa a acompanhar os jogadores, ajudando-os com um golpe que que se assemelha muito ao hadouken.[11]

## Tipos dehadouken
- Hadouken (波動拳, hadouken, Surge Fist)
- Okara hadouken (拳熱波動拳, Okara hadouken, Theman Surge Fist)
- Shakunetsu hadouken (灼熱波動拳, Shakunetsu hadouken, Scorching Surge Fist)
- Gou hadouken (豪波動拳, Go hadouken, Great Surge Fist)
- Zanku hadouken (斬空波動拳, Zankuu hadouken, Air Slashing Surge Fist)
- Tenma Go Zanku (天魔豪斬空, Tenma Gou Zankuu, Demon's Great Air Slash)
- Messatsu Gou Hado (滅殺豪波動, Messatsu Gou Hadou, Annihilator Great Surge)
- Denjin hadouken (電刃波動拳, Denjin hadouken, Lightning Blade Surge Fist)
- Metsu hadouken (滅波動拳, Metsu hadouken, Destruction Surge Fist)
- Shinku hadouken (真空波動拳, Shinkū hadouken, Vacuum Surge Fist)
- Gorai hadouken (轟雷波動拳, Roaring Lightning Surge Fist)
- Meido Gohado (冥恫豪波動, Dark Painful Great Surge)
- Faulstich hadouken (冥恫豪波動, Faulstich × Fausto Phevos Tour)

## Na cultura popular
- Meme – em 2013, um "meme" intitulado hadouken-ing, que virou febre na internet, foi criado inspirado no movimento deste golpe.[12][13][14]
- Luta de MMA – em 2015, o lutador de MMA Shane Campbell aproveitou uma rara oportunidade que teve durante sua luta contra Derek Boyle para simular o movimento do hadouken.
- Futebol – após marcar um gol quando vestia a camisa do Flamengo, o jogador Leandro Damião comemorou simulando soltar um hadouken.[15]